# 彼得·柴可夫斯基
彼得·伊里奇·柴可夫斯基（俄語：Пётр Ильич Чайковский；1840年5月7日—1893年11月6日），俄國作曲家。柴可夫斯基的許多作品在有生之年就享譽國際，至今仍是最重要的浪漫主義音樂代表之一。柴可夫斯基最著名的作品包括D大調小提琴協奏曲、B♭小調第1號鋼琴協奏曲、《1812序曲》，以及歌劇作品《葉甫蓋尼·奧涅金》、《黑桃王后》，芭蕾舞作品《天鵝湖》、《睡美人》、《胡桃鉗》等。

## 生平

### 早年
柴可夫斯基於1840年出生在俄羅斯帝國維亞特卡省（今俄聯邦烏德穆爾特共和國）小鎮沃特金斯克一個有悠久從軍傳統的家庭。家族有多重血統，包括烏克蘭、俄羅斯、法國和奧地利族等。他的父親伊利亞·彼得羅維奇·柴可夫斯基（Ilya Petrovich Tchaikovsky）曾在俄羅斯帝國之礦業有關單位掛階中校並擔任工程師。他的祖父彼得·費多羅維奇·柴可夫斯基（Pyotr Fedorovich Tchaikovsky）出生於俄羅斯帝國葉卡捷琳諾斯拉夫省尼古拉耶夫卡村（今烏克蘭盧甘斯克州米科拉伊夫卡），最初在軍隊擔任醫生助理，後來在格拉佐夫擔任市長。他的曾祖父費奧多爾·柴卡是札波羅結哥薩克，在波爾塔瓦會戰表現突出。
柴可夫斯基的母親亞歷山德拉·安德烈耶夫娜（Alexandra Andreyevna，原姓d'Assier），是他父親三位妻子中的第二位，比他父親小18歲。她父親的祖先來自法國和德國。
他的父母都接受過包括音樂在內的藝術方面的培訓—因為被派往偏遠地區也意味著需要娛樂，無論是在私人場合還是在社交聚會上。在他的六個兄弟姐妹中，柴可夫斯基與他的妹妹亞歷山德拉（Alexandra）以及雙胞胎兄弟阿納托利（Anatoly）和莫德斯特（Modest）關係密切。亞歷山德拉日後與列夫·達維多夫（Lev Davydov）結婚並生下七個孩子，為柴可夫斯基提供了他成年後所知的唯一真正的家庭生活，尤其是在他流浪的歲月裡。其中一個孩子，綽號“鮑勃”（Bob）之弗拉基米爾·達維多夫（Vladimir Davydov）與他非常親近。
1844年，他的父母聘請了家庭教師Fanny Dürbach。柴可夫斯基最初被認為太小，無法與他的哥哥尼古拉（Nikolai）和侄女一起學習。他的堅持說服了Dürbach。到六歲時，他已精通法語和德語。柴可夫斯基也對這位年輕女子產生了好感。 據報導，她對他的關愛抵消了他母親的冷漠和情感上與他的距離，儘管有人斷言他母親溺愛他。Dürbach保存了這一時期柴可夫斯基的大部分作品，包括他最早的已知作品，並成為他一些童年軼事的來源。
柴可夫斯基五歲開始學習演奏鋼琴。不到三年，他就和他的老師一樣善於閱讀樂譜。柴可夫斯基的父母起初支持他，聘請了一位家庭教師，買了一架orchestrion（一種可以模仿複雜的管弦樂效果的管風琴），並出於美學和實際原因鼓勵他學習鋼琴。 然而，他們在 1850年決定將柴可夫斯基送到聖彼得堡的帝國法學院。 他們都畢業於聖彼得堡的學院和主要為小貴族服務的法學院，他們認為這種教育將為柴可夫斯基的公務員生涯做好準備。當時俄羅斯唯一的音樂職業—除了富裕的貴族—是在學院當老師，或者在皇家劇院當樂器演奏家。 兩者都被認為處於社會階級的最低層，其享有的個人權利不比農民多。同時，柴可夫斯基父親的收入越來越不確定。由於最低入學年齡為12歲，而當時柴可夫斯基只有10歲，他必須在距離他的家人1,300公里（800英里）的帝國法學院預科學校寄宿兩年。兩年過去後，柴可夫斯基轉入帝國法學院開始為期七年的學習。
柴可夫斯基與母親的早年分離造成了一種情感創傷，這種創傷持續了他的餘生，並且在1854年她死於霍亂而加劇了這種創傷。失去母親也促使柴可夫斯基做出他第一次認真作曲的嘗試，用以紀念她的圓舞曲作品。 柴可夫斯基的父親也感染了霍亂但隨後完全康復，並立即將他送回學校，希望課堂作業能轉移其注意力。孤立無援的柴可夫斯基與同學建立了終生的友誼。 其中包括阿列克謝·阿普赫京和弗拉基米爾·格拉爾德。
音樂雖然不是學校的官方優先事項，但也彌合了柴可夫斯基與同儕之間的差距。 他們定期觀看歌劇，柴可夫斯基會在學校的簧風琴上即興演奏他和朋友們在合唱團練習時演唱歌曲的主旋律；他的好友弗拉基米爾·格拉爾德後來回憶道「我們被逗樂了，但沒有預見他未來的輝煌發展」。柴可夫斯基還通過偶爾訪問學校的樂器製造商Franz Becker繼續他的鋼琴學習；然而，音樂學家David Clifford Brown稱影響是「微不足道的」。
1855 年，柴可夫斯基的父親資助了魯道夫·昆丁格（Rudolph Kündinger）的私人課程，並向他詢問了他兒子的音樂生涯。 雖然對男孩的才華印象深刻，但 Kündinger 說他沒有看到任何成為作曲家或演奏家的跡象。他後來承認，他的評估也是基於他自己在俄羅斯作為音樂家的負面經歷，以及他不願意讓柴可夫斯基受到同樣的對待。柴可夫斯基被告知要完成他的課程，並在畢業後於俄羅斯帝國司法部謀職。

### 公職與音樂生涯

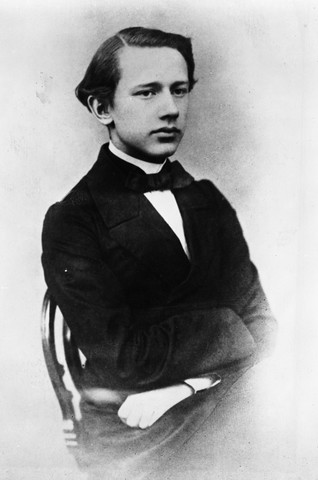
柴可夫斯基，攝於就讀於聖彼得堡音樂學院時之1863年。

1859年6月10日，柴可夫斯基以名義顧問的身份畢業，在公務員階級中處於低位。他被指派至俄羅斯帝國司法部任職，六個月內升為初級助理，再兩個月後升為高級助理。在稍後三年之公務員生涯中，他一直擔任高級助理。
與此同時，俄羅斯音樂協會（俄語：Русское музыкальное общество）於 1859 年由大公夫人符騰堡的夏洛特和她的門生鋼琴家兼作曲家安東·魯賓斯坦創立。先前的沙皇和貴族幾乎完全專注於引進歐洲人才。俄羅斯音樂協會的目的是實現亞歷山大二世培養本土人才的願望；它舉辦了定期的公共音樂會並提供基本的音樂專業培訓。1861 年，柴可夫斯基在米哈伊洛夫斯基宮（現為俄羅斯博物館）參加了尼古拉·扎倫巴（Nikolai Zaremba）的俄羅斯音樂協會音樂理論課程。這些課程是聖彼得堡音樂學院的前身，該音樂學院於 1862 年開辦。柴可夫斯基之初級課程的一部分就讀於該學院。 他跟隨扎倫巴學習和聲與對位法，跟隨魯賓斯坦學習器樂譜寫（英語：instrumentation）和作曲。他的畢業作品是關於席勒的《歡樂頌》的康塔塔。
音樂學院在兩個方面使柴可夫斯基受益；它把他變成了一名音樂專業人士，具備幫助他作為作曲家茁壯成長的工具，而對歐洲音樂原則和形式的深入了解讓他覺得他的藝術不僅僅是俄羅斯或西方的。這種心態在柴可夫斯基的作曲風格中對俄羅斯和歐洲影響的調和變得很重要。 他相信並試圖證明這兩個方面是“相互交織和依存的”。他的努力成為其他俄羅斯作曲家建立自己的個人風格的靈感和起點。
魯賓斯坦總體上對柴可夫斯基的音樂才華印象深刻，並在自傳中稱他為“天才作曲家”。他對柴可夫斯基的一些學生作品中更進步的傾向不太滿意。隨著柴可夫斯基名氣的增長，他也沒有改變自己的觀點。當柴可夫斯基將他的第一交響曲提交給聖彼得堡的俄羅斯音樂協會演出時，魯賓斯坦和扎倫巴與柴可夫斯基發生了衝突；他們拒絕考慮這項工作，除非做出實質性的改變。 柴可夫斯基答應了，但他們仍然拒絕演奏這首交響曲。柴可夫斯基對自己仍被當作他們的學生感到難過，因此撤回了這首交響曲。 它於 1868 年 2 月在莫斯科進行了第一次完整的表演，減去了魯賓斯坦和扎倫巴要求的改動。

柴可夫斯基於 1865 年畢業後，安東·魯賓斯坦的兄弟尼古拉·魯賓斯坦向他提供了在即將開辦的莫斯科音樂學院擔任音樂理論教授的職位。 雖然教授職位的薪水只有每月 50 盧布，但這份工作本身鼓舞了柴可夫斯基的士氣，他欣然接受了這個職位。 1865 年 9 月 11 日，約翰·施特勞斯二世在巴甫洛夫斯克公園的一場音樂會上指揮了他的一部作品，他的作品首次公開演出的消息進一步鼓舞了他（柴可夫斯基後來將之收錄於其歌劇作品Воево́да之中）。

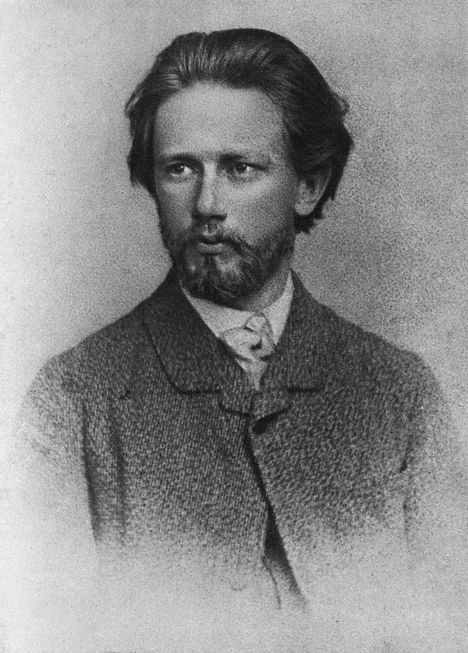
1864年的柴可夫斯基

從 1867 年到 1878 年，柴可夫斯基在繼續作曲的同時將他的教授職責與音樂批評相結合。這項活動讓他接觸了一系列當代音樂，並為他提供了出國旅行的機會。在他的評論中，他讚揚了貝多芬，認為勃拉姆斯被高估了，儘管他很欽佩舒曼，但他還是稱其配器表現不佳。他讚賞瓦格納的《尼伯龍根的指環》在拜律特的首演，並稱《萊茵的黃金》「不時閃耀出異常美麗和驚人的細節」。他反覆提到的一個主題是俄羅斯歌劇的糟糕狀況。

### 與「俄國五人組」的關係
1856 年，當柴可夫斯基還在法學院讀書，安東·魯賓斯坦遊說貴族成立俄羅斯音樂協會時，評論家弗拉基米爾·斯塔索夫（Vladimir Stasov）和鋼琴家米利·巴拉基列夫會面並就俄羅斯音樂的民族主義議程達成一致， 一種以米哈伊爾·格林卡的歌劇為範本並融入民間音樂元素，拒絕傳統西方做法並使用非西方和聲裝置（例如全音音階和八音階（英語：Octatonic scale））的方法。他們認為西式音樂學院對於培養本土人才來說是不必要的，並對之感到反感。
最終，巴拉基列夫、策扎爾·居伊、莫傑斯特·穆索斯基、尼古拉·林姆斯基-高沙可夫和亞歷山大·鮑羅丁五人被稱為「強力集團」。 魯賓斯坦批評他們在音樂創作中強調業餘努力； 巴拉基列夫和後來的穆索爾斯基攻擊魯賓斯坦的音樂保守主義和對專業音樂訓練的信仰。柴可夫斯基和他的音樂學院同學因而處在兩種立場之間。
雖然對「俄國五人組」大部分音樂持矛盾態度，但柴可夫斯基與其大多數成員保持友好關係。1869 年，他和巴拉基列夫合作創作了他首個廣獲好評的作品《羅密歐與朱麗葉幻想序曲》；「俄國五人組」全心全意地擁護這部作品。該小組還歡迎他的第二交響曲，其副標題為小俄羅斯。儘管有他們的支持，柴可夫斯基還是做出了相當大的努力，以確保他的音樂獨立於該團體以及聖彼得堡音樂學院的保守派。

### 在歌劇作曲方面嶄露頭角
柴可夫斯基在音樂上的成功並不頻繁，他付出了巨大的努力，這加劇了他終生對批評的敏感度。 尼古拉·魯賓斯坦私下劇烈批評他的音樂，例如攻擊《第一鋼琴協奏曲》。然而，隨著幾位一流藝術家願意演奏他的作品，他的聲望越來越高。 漢斯·馮·比洛首演其《第一鋼琴協奏曲》，並以鋼琴家和指揮的身份推崇柴可夫斯基的其他作品。
另一個幫助柴可夫斯基的音樂流行起來的因素是俄羅斯聽眾態度的轉變。 儘管他們以前對技術要求高但音樂輕巧的作品的華而不實的演奏家感到滿意，但他們逐漸開始聆聽，並越來越欣賞作品本身。 柴可夫斯基的作品演出頻繁，創作與首演之間幾乎沒有延遲； 從 1867 年開始，他的樂曲和鋼琴音樂在國內市場的出版也幫助提高了知名度。
1860 年代後期，柴可夫斯基開始創作歌劇。 其中第一部作品 Воево́да 改編自亞歷山大·尼古拉耶維奇·奧斯特洛夫斯基的戲劇，於1869年首演。然而，他對此並不滿意，為了在後來的作品中重複使用其中的部分內容，毀掉了手稿。Ундина 在 1870 年緊隨其後。只進行了節選，它也被銷毀了。在這些項目之間，柴可夫斯基開始創作一部名為 Mandragora 的歌劇，劇本由謝爾蓋·拉欽斯基 (Sergei Rachinskii) 創作； 他唯一完成的音樂是「花和昆蟲」的短合唱。
他首個被完整保存下來的歌劇作品 Опричник 於 1874 年首演。在創作過程中，他丟失了奧斯特洛夫斯基部分完成的歌劇劇本。 柴可夫斯基不好意思再要一份，決定自己寫劇本，模仿尤金·斯克里布（Eugène Scribe）的戲劇技巧。 策扎爾·居伊對該作品寫了一篇「野蠻」的批評。 莫傑斯特·穆索斯基寫信給弗拉基米爾·斯塔索夫，不贊成這部歌劇迎合公眾的傾向。 儘管如此，Опричник 仍持續在俄羅斯演出。
早期歌劇的最後一部 Кузнец Вакула，創作於 1874 年下半年。劇本以尼古拉·果戈里的《平安夜》為基礎，由亞歷山大·謝羅夫 (Alexander Serov) 譜曲。 謝羅夫去世後，劇本開始開放公開競爭，並保證獲勝作品將由皇家馬林斯基劇院首演。 柴可夫斯基被宣佈為獲勝者，但在 1876 年的首演中，這部歌劇只有冷淡的反響。柴可夫斯基死後，尼古拉·林姆斯基-高沙可夫根據同一個故事創作了歌劇《平安夜》。
這一時期的其他作品包括為大提琴和管弦樂隊而作的《洛可可主題變奏曲》、第三和第四交響曲、芭蕾舞劇《天鵝湖》和歌劇《葉甫蓋尼·奧涅金》。

### 私人生活
對柴可夫斯基的個人生活，尤其是他的性取向的討論，可能是 19 世紀所有作曲家中討論最廣泛的，當然也是他那個時代的所有俄羅斯作曲家中討論最廣泛的。它有時也引起了相當大的混亂，從蘇聯努力刪除所有對同性戀的提及並將他描繪成異性戀者，到西方傳記作者的分析努力。
傳記作者普遍認為柴可夫斯基是同性戀。他長期尋求圈子中其他人的陪伴，“公開交往並與他們建立專業聯繫”。柴可夫斯基將第六交響曲獻給他的外甥弗拉基米爾·“鮑勃”·達維多夫（Vladimir "Bob" Davydov），以及他在寫給其他人的信中表達的對達維多夫的感受，尤其是在達維多夫自殺之後，這被引用兩者之間為浪漫關係的證據。然而，他對自己的性慾感到舒適的程度仍然存在爭議。 仍然未知的是，根據音樂學家和傳記作家David Clifford Brown的說法，柴可夫斯基是否“感到自己內心受到污染，被某種他最終意識到自己永遠無法擺脫的東西所玷污”，或者，根據亞歷山大·波茲南斯基（Alexander Poznansky）的說法，他是否經歷過“沒有無法忍受的痛苦”。 “對他的性慾感到內疚”，並“最終將他的性特點視為他性格中不可逾越的甚至是自然的一部分......而沒有經歷任何嚴重的心理傷害”。
他的兄弟莫德斯特（Modest）自傳的相關部分已經出版，其中他講述了他對同性的吸引力，以及之前被蘇聯審查員壓制的他公開寫下的信件。這種審查制度在俄羅斯政府中一直存在，導致許多官員，包括前文化部長佛拉迪米爾·梅丁斯基，完全否認他的同性戀傾向。柴可夫斯基信件中透露他的同性戀慾望的段落在俄羅斯受到審查。 在其中一篇這樣的文章中，他談到了一位同性戀熟人：“Petashenka 曾經懷著犯罪意圖順道拜訪我們窗戶對面的學員軍團，但我一直在努力阻止這些妥協的訪問—並取得了一些成功 ” 在另一篇文章中，他寫道：“我們散步後，我給了他一些錢，但被拒絕了。他這樣做是出於對藝術的熱愛，並且崇拜留鬍子的男人”。柴可夫斯基的性傾向和其音樂創作有關。柴可夫斯基的所有作品都具有濃厚的自傳色彩，他人格上的重要內涵當然在作品中起到了關鍵作用。中年以後的柴可夫斯基坦然面對自己的同性戀現實；當時俄羅斯的上流社會對於同性戀非常寬容。
柴可夫斯基一生的大部分時間都處於單身狀態。 1868 年，他遇到了比利時女高音 Désirée Artôt，他曾考慮與她結婚，但由於各種情況，這段關係結束了。柴可夫斯基後來聲稱她是他唯一愛過的女人。1877 年，他與先前的學生安東尼娜·米柳科娃 (Antonina Miliukova) 結婚。這對夫妻在心理和性方面都不匹配，在柴可夫斯基離開之前，這對夫婦只在一起生活了兩個半月，情緒過度緊張並患有嚴重的寫作障礙。柴可夫斯基的家人在這場危機中和他的一生中一直支持他。
柴可夫斯基還得到了鐵路大亨的遺孀娜傑日達·馮·梅克（俄語：Надежда Филаретовна фон Мекк）的幫助，梅克在婚前不久就開始與他接觸。 除了重要的朋友和情感支持，她在接下來的 13 年裡成為了他的贊助人，這讓他能夠專注於作曲。

### 流浪歲月

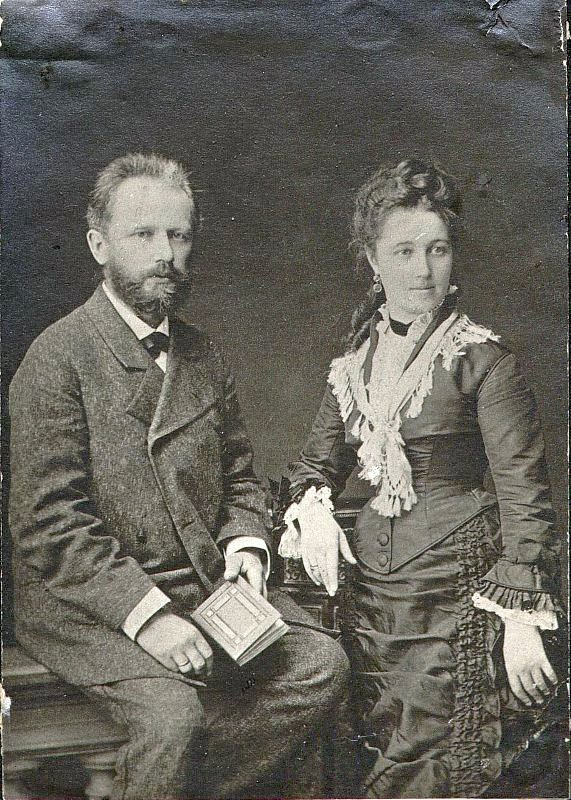
37歲的柴可夫斯基與妻子安東尼娜·米柳科娃（攝於1877年）

柴可夫斯基在婚姻破裂後離開俄羅斯一年。 在此期間，他完成了歌劇《葉甫蓋尼·奧涅金》，編排了他的第四交響曲，並創作了小提琴協奏曲。1879 年秋天，他短暫地回到了莫斯科音樂學院。在接下來的幾年裡，由於娜傑日達·馮·梅克提供固定贊助，他不斷地在歐洲和俄羅斯農村旅行，主要是獨自一人，並盡可能避免社交聯繫。
在此期間，柴可夫斯基在俄羅斯之外的聲譽不斷提高，俄羅斯各方也對他的音樂進行了積極的重新評估，這在一定程度上要歸功於俄羅斯小說家陀思妥耶夫斯基在 1880 年莫斯科普希金紀念碑揭幕時呼籲與西方“普遍團結”。 在陀思妥耶夫斯基演講之前，柴可夫斯基的音樂被認為“過度依賴西方”。 隨著陀思妥耶夫斯基的信息傳遍整個俄羅斯，這種對柴可夫斯基音樂的負面觀感消失了。對他的空前讚譽甚至在聖彼得堡的年輕知識分子中引起了狂熱的追捧，其中包括亞歷山大·班諾瓦（Алекса́ндр Никола́евич Бенуа́）、萊昂·巴克斯特（Леон (Лев) Николаевич Бакст）和謝爾蓋·達基列夫。
這一時期的兩部音樂作品脫穎而出。 隨著1880年莫斯科基督救世主主教座堂接近完工，1881年預定舉行亞歷山大二世登基25週年加冕儀式（但因亞歷山大二世遭謀殺而未舉辦），以及1882年莫斯科藝術與工業展覽會在籌劃階段，尼古拉·魯賓斯坦建議柴可夫斯基創作一部紀念性作品；柴可夫斯基同意並在六週內完成創作。 他寫信給娜傑日達·馮·梅克，說該作品《1812序曲》會“非常響亮嘈雜，但我寫它時沒有溫暖的愛的感覺，因此它可能沒有藝術價值”。他還警告指揮 Eduard Nápravník，“如果你發現它的風格不適合交響樂音樂會，我一點也不會感到驚訝和生氣”。然而，對於許多人來說，序曲變成了“他們最了解的柴可夫斯基的作品”，尤其以在其中使用加農炮而聞名。
1881 年 3 月 23 日，尼古拉·魯賓斯坦在巴黎去世。 那年 12 月，柴可夫斯基開始創作他的 A 小調鋼琴三重奏，“獻給偉大藝術家的紀念”。這首曲子在魯賓斯坦逝世一周年之際首次在莫斯科音樂學院舉行私人演出，在柴可夫斯基生前極受歡迎； 1893 年 11 月，它成為柴可夫斯基在莫斯科和聖彼得堡的紀念音樂會上的輓歌（這首曲子也滿足了娜傑日達·馮·梅克長期以來對這樣一部作品的要求，由她當時的鋼琴家克勞德·德彪西演奏）。

### 回到俄羅斯
1884年，柴可夫斯基開始擺脫孤僻和不安。 那年三月，皇帝亞歷山大三世授予他四等聖弗拉基米爾勳章（俄語：орден Святого Владимира），其中包括俄羅斯貴族頭銜和沙皇的個人接見。 這被視為官方認可的標誌，它提高了柴可夫斯基的社會地位。
1885 年，亞歷山大三世要求在聖彼得堡的卡門尼大劇院（俄語：Большой Каменный Театр）重新製作歌劇《葉甫蓋尼·奧涅金》。使歌劇演出於那裡而不是在馬林斯基劇院，柴可夫斯基的音樂正在取代意大利歌劇作為帝國之官方藝術。 此外，在帝國劇院院長、作曲家贊助人伊萬·弗謝沃洛日斯基（Иван Александрович Всеволожский）的慫恿下，柴可夫斯基獲得了沙皇每年 3000 盧布的終生年金。 這使他成為首屈一指的宮廷作曲家，即使不是在實際頭銜中也是如此。
儘管柴可夫斯基厭惡公共生活，但他此時參與公共生活是為了提高自己的知名度，並且出於他認為有責任推廣俄羅斯音樂的責任。 他藉由參加學生考試和談判教職員工之間有時敏感的關係來幫助支持他的前學生謝爾蓋·塔涅耶夫，謝爾蓋·塔涅耶夫當時是莫斯科音樂學院的院長。 1889年至1890年樂季期間，他擔任俄羅斯音樂協會莫斯科分會的主任；他邀請了許多國際知名音樂家擔任指揮，包括約翰內斯·勃拉姆斯、安東尼·德沃夏克和朱爾·馬斯奈。
在此期間，柴可夫斯基也開始以指揮的身份推廣俄羅斯音樂，1887 年 1 月，他在莫斯科大劇院演出歌劇作品 Черевички 。一年之內，他在整個歐洲和俄羅斯都有相當大的需求。 這些出場幫助他克服了終生的怯場，增強了他的自信。1888 年，柴可夫斯基在聖彼得堡主持了他的第五交響曲的首演，並在一周後以他的交響詩《哈姆雷特》的首演重複了這部作品。 儘管批評家表現出敵意，策扎爾·居伊稱這部交響曲是“例行公事”和“庸俗”，但這兩部作品都受到了觀眾的極大熱情回應，而柴可夫斯基並沒有因此退卻，繼續在俄羅斯和歐洲指揮這部交響曲。指揮使他於 1891 年來到美國，在卡內基音樂廳的開幕音樂會上，他帶領紐約交響樂協會（英語：New York Symphony Society）的管弦樂隊參加了他的進行曲作品Festival Coronation March。

### 「別利亞耶夫」圈子和日益增長的聲譽
1887 年 11 月，柴可夫斯基及時抵達聖彼得堡，聆聽了幾場俄羅斯交響音樂會，這些音樂會專門演奏俄羅斯作曲家的音樂。 其中包括他修改後的第一交響曲的首次完整演出；另一主要曲目是尼古拉·林姆斯基-高沙可夫的第三交響曲的最終版本，柴可夫斯基當時已與其圈子保持聯繫。
林姆斯基-高沙可夫與亞歷山大·格拉祖諾夫、阿納托利·利亞多夫和其他幾位具有民族主義思想的作曲家和音樂家組成了一個名為別利亞耶夫圈子的團體，以一位商人和業餘音樂家的名字命名，他成為了有影響力的音樂贊助人和出版者。柴可夫斯基在這個圈子裡度過了很多時間，與他們在一起比他與“五人組”在一起時更加自在，並且越來越有信心與他們一起展示他的音樂。這種關係一直持續到柴可夫斯基去世。
1892 年，柴可夫斯基被選為法蘭西藝術院的成員，這是第二位獲此殊榮的俄羅斯人（第一位是雕塑家 Mark Antokolsky）。次年，劍橋大學授予柴可夫斯基榮譽音樂學博士學位。

### 去世
1893 年 10 月 16 日至 28 日，柴可夫斯基在聖彼得堡首演了他的第六交響曲。11 月 6 日，柴可夫斯基在那裡去世。他被安葬在亞歷山大·涅夫斯基修道院的季赫溫公墓，靠近作曲家亞歷山大·鮑羅丁、米哈伊爾·格林卡和莫傑斯特·穆索爾斯基的墳墓。 後來，尼古拉·林姆斯基-高沙可夫和米利·巴拉基列夫也被埋葬在附近。

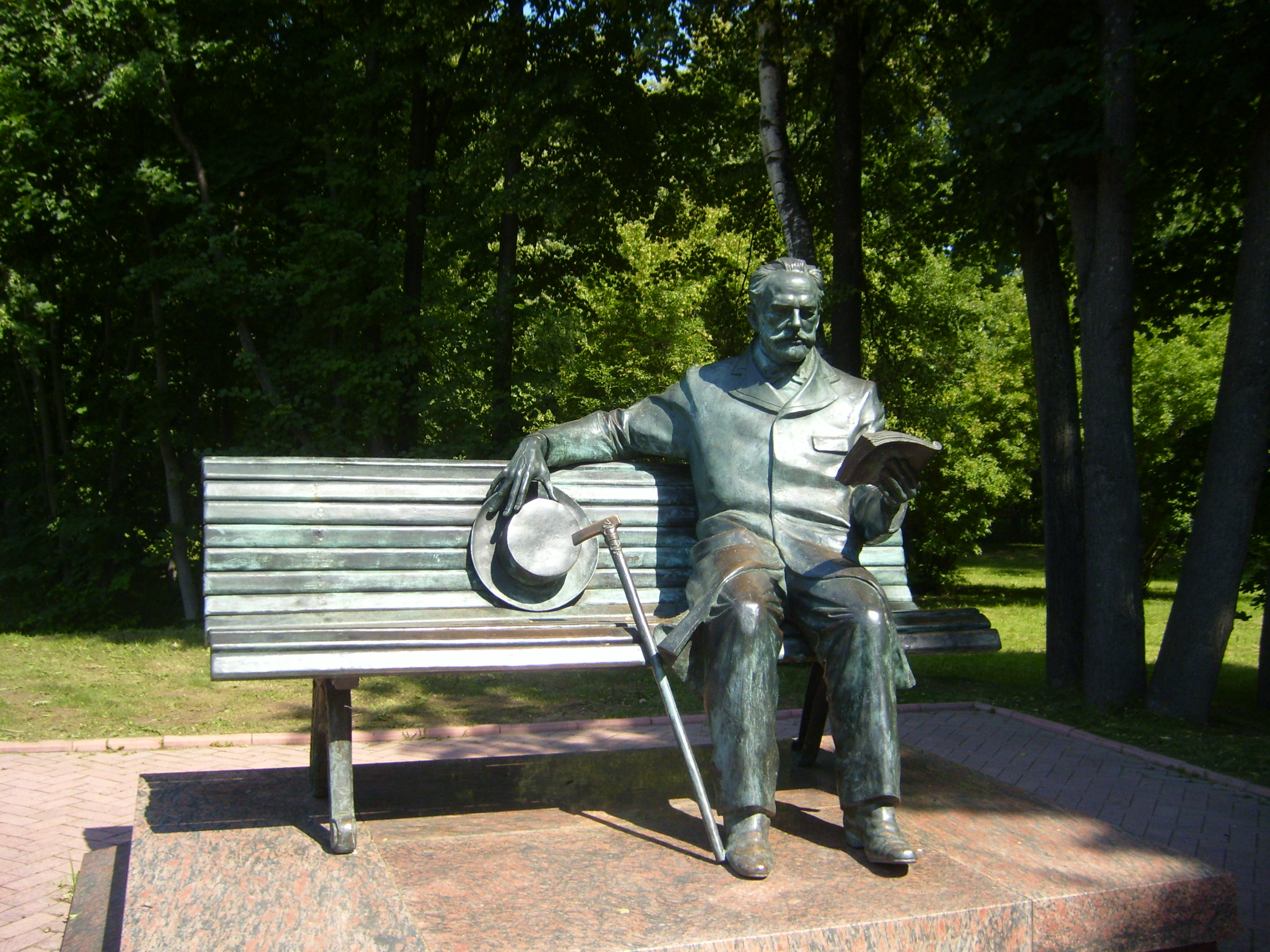
柴可夫斯基故居博物馆附近的雕像，莫斯科州克林市

## 作品
在音乐创作上，柴可夫斯基很崇拜莫扎特，尤其他對旋律性的重視；他甚至模仿莫札特的风格创作了一部管弦乐组曲。对于瓦格纳音乐中的一些特性他却很反感，认为瓦格纳过于重视管弦乐队而忽略了声乐，柴可夫斯基主张用现实主义手法来表现歌剧，主导动机只用以描写心理感情等内在方面。
蘇聯名家蕭士塔高維契相當推崇柴可夫斯基的配器：
在音樂理念的發展與管弦配器方面，他是無人能及的。我向他絕美的配器手法俯首，因為他通常不按一般的方式，在作品寫好之後才配器，而是一開始就以管弦樂創作，也就是說，他以管弦樂團的角度來構思。每當我在作曲過程中遇到難題時，我總是可以藉由研究柴可夫斯基的技巧而尋得解決之道。

### 交响曲
- 《g小调第一交响曲“冬之梦”》（1866年）──第一號交響曲是受到俄羅斯冬季景象啟發寫成，所以又名「冬之夢」，雖然柴可夫斯基自認有點瑕疵，但它無疑包藏了美好青年時期的夢與情懷。
- 《c小调第二交响曲》（1872年）
- 《D大调第三交响曲》（1875年）
- 《f小调第四交响曲》（1878年）
- 《曼費德交响曲》（1885年）
- 《e小调第五交响曲》（1888年）
- 《b小调第六交响曲“悲怆”》（1893年），作曲家最著名的一部交响曲，于他逝世前两个月才完成。

### 芭蕾舞剧
- 《天鹅湖》（1876年）
- 《睡美人》（1889年）
- 《胡桃夹子》（1892年）[39]

### 歌剧
- 《叶甫盖尼·奥涅金》（1879年）
- 《黑桃皇后》（1891年）

### 管弦乐作品
- 《罗密欧与朱丽叶幻想序曲》（1869年）
- 《降b小调第一钢琴协奏曲》（1874年）
- 《D大调小提琴协奏曲》（1878年）
- 《黎密尼的法蘭西絲卡》（1876年）：根據但丁的《神曲》〈地獄篇〉其中一段愛情故事，所寫的交響詩。
- 《1812序曲》（1880年）
- 《弦乐小夜曲》（1880年）
- 《意大利随想曲》（1880年）
- 《哈姆雷特》（1888年）
- 《斯拉夫進行曲》(1876年)
- 《加晃進行曲》 (1881年)

## 衍生作品

### 大眾文化
柴可夫斯基的音乐常被流行音乐和電影引用，例如《交響人生》中的柴可夫斯基小提琴協奏曲，仍然可以聽出濃厚的俄國風範。1940年华特迪士尼公司的动画电影《幻想曲》采用了《胡桃夹子》中的几首歌曲。2021年电视剧《叛逆者》采用了《四季》中的《六月：船歌》及其变奏作为背景音乐。